# Löderup
Löderup ist ein Ort (tätort) in der schwedischen Provinz Skåne län und der historischen Provinz Schonen. Er hat 614 Einwohner (2015) auf einer Fläche von 88 Hektar und liegt etwa 20 Kilometer östlich der Stadt Ystad.
Mit der Gebietsreform im Jahre 1971 wurde die Gemeinde Löderup aufgelöst und in die Gemeinde Ystad eingegliedert. Ein Wappen erhielt die ehemalige Gemeinde am 26. April 1963.
Löderup erlangte Bekanntheit als Schauplatz in den Kriminalromanen von Henning Mankell um den Kriminalkommissar Kurt Wallander, dessen Vater und in der letzten Folge er selbst hier wohnt.

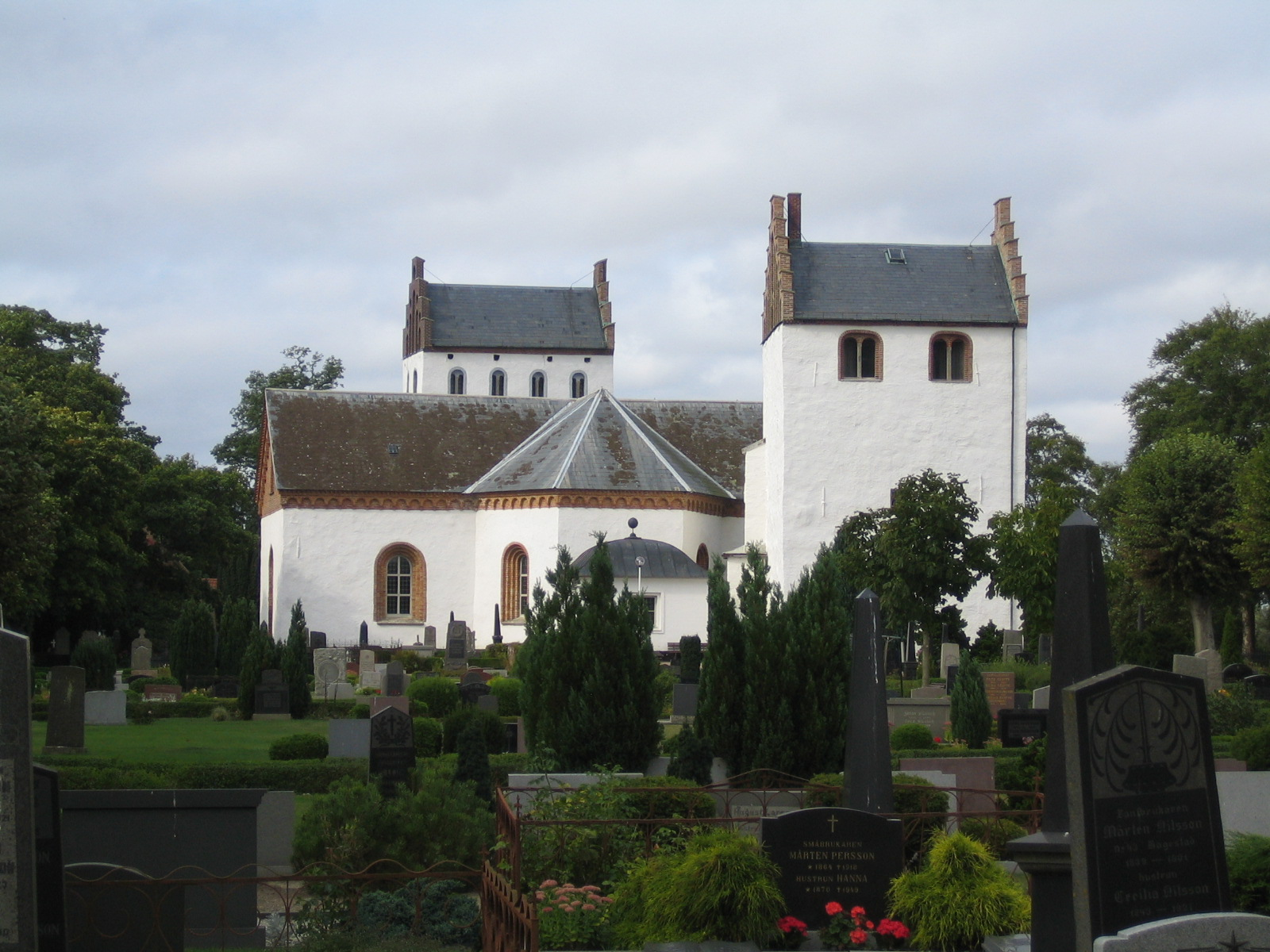
Kirche von Löderup